# 曾比特演出作品列表

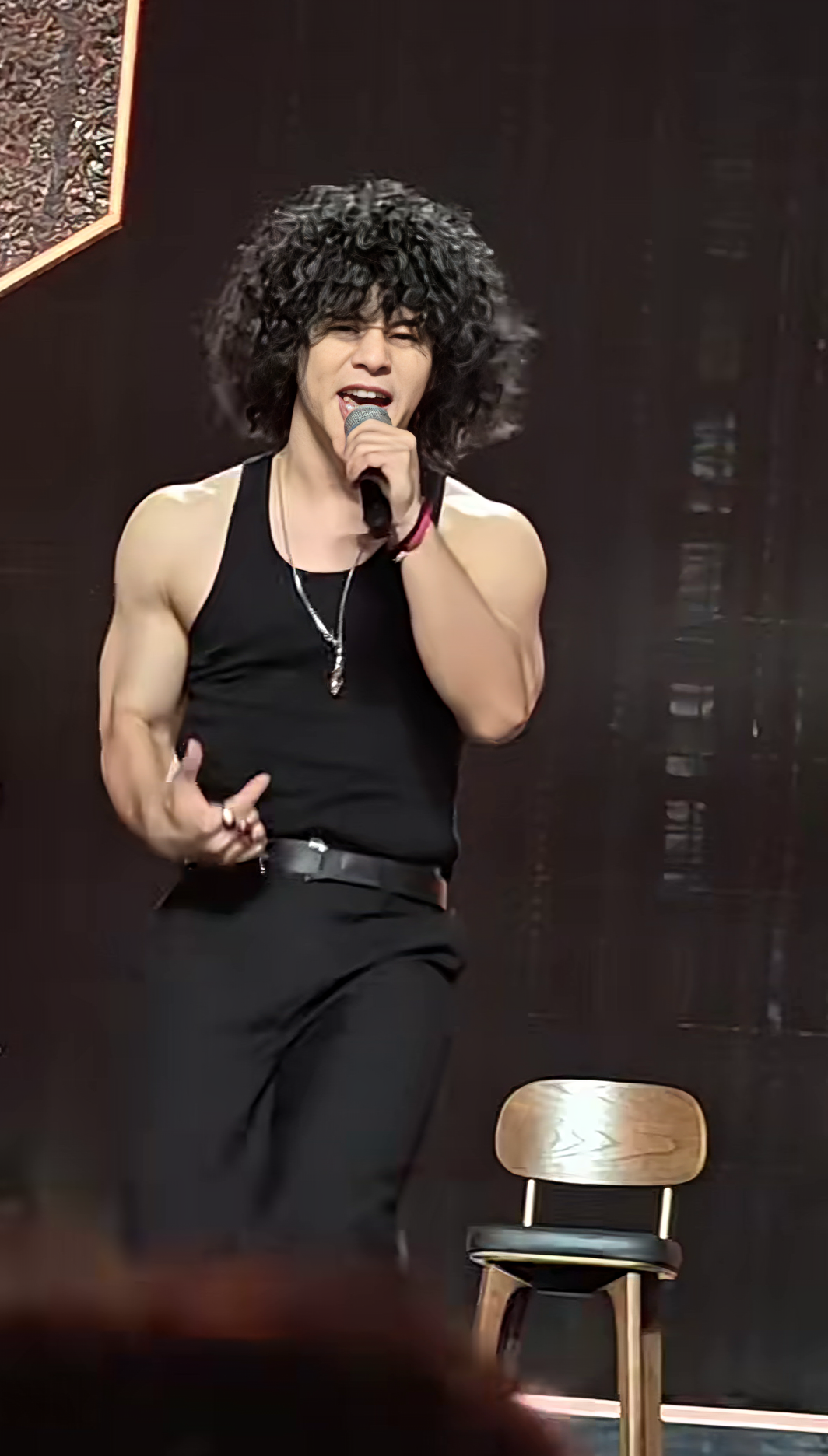
2025年6月於長沙市

曾比特演出作品列表羅列香港歌手曾比特參加過的主要演出，包括個人音樂會、大型表演、電影、電視節目及各種平台舞台演唱等。2021年1月出道後，曾比特主力現場演唱，2022年加入歌壇僅僅一年已受邀參與中國內地的大型音樂綜藝節目，以及中央廣播電視總台中秋晚會等國家級晚會表演。

## 具代表性的演出

### 《聲生不息》
2022年4月至7月播放：在香港剛出道一年多的曾比特，經芒果TV與無綫電視聯合製作，為慶祝「香港回歸25週年」的大型音樂真人實境節目《聲生不息》，初次在內地亮相。除了初舞台翻唱《初戀》一曲獲選為「最受歡迎金曲之全場排名第一歌曲」以及其後與林子祥合唱《單車》兩次都登上微博熱搜榜外，翻唱王菲《夢中人》、與毛不易合唱《彌敦道》等也相繼成為網民及傳媒焦點。 因在節目初期屢次獲勝，又被對戰的「千嬅隊」成功搶奪過檔，曾比特在節目中被冠「最大黑馬」的稱號。加入「千嬅隊」後，對手「克勤隊」每場的佈陣都以隊中四大前輩（李克勤、李健、李玟、林子祥）來和他對戰。 曾比特在《聲生不息》突出的表現，除了令他的知名度大增外，也讓他在節目最後一集的「金曲盛典夜」贏得「飛躍進步獎」。

### 《披荊斬棘2》
2022年8月至11月播放：在芒果TV綜藝真人騷《披荊斬棘第二季》8月19日的初舞台播出後，曾比特翻唱周杰倫的《髮如雪》獲網民一致好評。 在節目中，曾比特先後加入杜德偉、張震嶽及蘇有朋陣營，被視為第二季內的「兩大vocal」（兩大主唱）之一。為了跟張震嶽、鄭鈞、潘瑋柏等資深音樂人學習，曾比特加入張震嶽部落，並運用聲樂的專長，退到二線幫部落設計及負責和聲部份，其專業精神及對音樂的堅持獲得音樂總監陳偉倫公開表揚。 此節目競賽以群體舞台為主，曾比特的表演機會不多，但他的演出仍備受關注，包括和蘇見信合唱的《紅塵來去一場夢》、多人舞台的《狂流》及《男人哭吧不是罪》等。 當中《紅雲袍》更贏得《年度滾燙唱演舞台奬》。《披荊斬棘》並非純歌唱競賽，而曾比特最後未能成團，根據星洲網報道，被指輸在咖位人氣， 內地網民更用他的節目走向作為案例研究，在專題討論區作賽制分析及探討。
| 具代表性的演出           | 具代表性的演出                                                                                | 具代表性的演出                     |
| ------------------------ | --------------------------------------------------------------------------------------------- | ---------------------------------- |
| 中國內地大型音樂綜藝節目 |                                                                                               |                                    |
| 播出日期                 | 節目                                                                                          | 角色                               |
| 2024年9月—11月           | 芒果TV/湖南衛視《下一戰歌手》                                                                 | 參賽者                             |
| 2023年10月—12月          | 東方衛視《我們的歌 (第五季)》                                                                 | 固定歌手                           |
| 2022年8月—11月           | 芒果TV《披荊斬棘》                                                                            | 參賽者                             |
| 2022年4月—7月            | 芒果TV/湖南衛視、無綫電視《聲生不息·港樂季》                                                  | 固定歌手                           |
| 國家級晚會               |                                                                                               |                                    |
| 播出日期                 | 節目                                                                                          | 場地                               |
| 2025年2月12日            | 中央廣播電視總台《中央廣播電視總台元宵晚會2025》 （首次央視元宵晚會）                         | 央視總部（北京總會場）             |
| 2025年1月28日            | 中央廣播電視總台《2025年中央廣播電視總台春節聯歡晚會》 （首次央視春晚）                       | 央視總部（北京總會場）             |
| 2025年1月23日            | 中央廣播電視總台《2024年「經典之夜」年度盛典》                                                | 央視總部                           |
| 2025年1月1日             | 中央廣電總台、廣東省、香港特別行政區、澳門特別行政區 《揚帆遠航大灣區—2025新年音樂會》        | 深中通道西人工島                   |
| 2024年9月22日            | 電影頻道、澳门特区政府文化局、紫荊文化集團、鳳凰衛視 《「灣區升明月」2024大灣區電影音樂晚會》 | 澳門銀河綜藝館                     |
| 2024年9月17日            | 中央廣播電視總台《中央廣播電視總台中秋晚會》                                                  | 遼寧省瀋陽市丁香湖                 |
| 2023年6月29日            | 中國電影頻道、紫荊文化集團、鳳凰衛視 《「灣區升明月」2023大灣區電影音樂晚會》                 | 亞洲國際博覽館 Arena               |
| 2023年3月17日            | 中央廣播電視總台、廣東省、香港特別行政區、澳門特別行政區 《2023揚帆遠航大灣區音樂會》         | 廣州市南沙港區第四期碼頭           |
| 2022年9月10日            | 中國中央電視台《中央廣播電視總台中秋晚會》 （首次央視秋晚）                                   | 張家港市暨陽湖生態園區音樂噴泉廣場 |
| 2022年9月10日            | 中國電影頻道《明月知我——閩江之心中秋電影雲歌會》                                              | 因疫情關係，以線上雲歌會形式舉行   |
| 2022年6月27日            | 中国電影頻道《我们的紫荆花：慶祝香港回歸祖國25週年雲歌會》                                    | 因疫情關係，以線上雲歌會形式舉行   |

## 個人演唱會
| 曾比特個人演唱會 | 曾比特個人演唱會              | 曾比特個人演唱會             | 曾比特個人演唱會 | 曾比特個人演唱會                            |
| 日期             | 音樂會名稱                    | 場地                         | 觀眾             | 備註                                        |
| ---------------- | ----------------------------- | ---------------------------- | ---------------- | ------------------------------------------- |
| 2024             |                               |                              |                  |                                             |
| 1月13日          | 曾比特穿梭巡迴音樂會 (收官場) | 廣州中山紀念堂               | 3238 (滿)        | - 嘉賓：毓麟、賀三                          |
| 2023年           |                               |                              |                  |                                             |
| 12月24日         | 曾比特穿梭巡迴音樂會          | 江門演藝中心僑都大劇院       | 1100 (-)         | - 嘉賓：毓麟、賀三                          |
| 11月18日         | 曾比特穿梭巡迴音樂會          | 成都CH8冇獨空間(完美店)      | 1000 (滿)        | - 嘉賓：毓麟、賀三                          |
| 11月11日         | 曾比特穿梭巡迴音樂會          | 順德演藝中心劇院             | 1425 (滿)        | - 嘉賓：毓麟、賀三                          |
| 10月21日         | 曾比特穿梭巡迴音樂會          | 東莞聚橙院線東城影劇院       | 1285 (滿)        | - 嘉賓：毓麟、賀三                          |
| 9月23日          | 曾比特穿梭巡迴音樂會          | 珠海對白SPACE                | 1000 (滿)        | - 嘉賓：毓麟、四喜丸子                      |
| 9月16日          | 曾比特穿梭巡迴音樂會          | 上海 MAO LiveHouse           | 800 (滿)         | - 嘉賓：毓麟、四喜丸子                      |
| 8月25日          | 曾比特穿梭巡迴音樂會          | 深圳 NuBond Livehouse        | 1000 (滿)        | - 嘉賓：毓麟                                |
| 6月23日          | 曾比特穿梭巡迴音樂會          | 佛山南海影劇院               | 1161 (滿)        | - 嘉賓：毓麟、賀三                          |
| 6月17日          | 曾比特穿梭巡迴音樂會          | 廣州中央車站展演中心         | 800 (滿)         | - 首個個人售票音樂會 - 嘉賓：毓麟、賀三     |
| 2022年           |                               |                              |                  |                                             |
| 8月27日          | 曾比特2022點亮多面精彩音樂會  | 佛山甲殼蟲Live House(桂城店) | 兩場爆滿         | - 首個個人專場音樂會 - 嘉賓：賀三、四喜丸子 |
| 8月19日          | 曾比特2022點亮多面精彩音樂會  | 廣州中央車站展演中心         | 兩場爆滿         | - 首個個人專場音樂會 - 嘉賓：賀三、四喜丸子 |

## 其他音樂會、大型晚會

### 2025年
| 2025年曾比特非個人音樂會及大型晚會參與 | 2025年曾比特非個人音樂會及大型晚會參與                                                | 2025年曾比特非個人音樂會及大型晚會參與                              | 2025年曾比特非個人音樂會及大型晚會參與                                                |
| -------------------------------------- | ------------------------------------------------------------------------------------- | ------------------------------------------------------------------- | ------------------------------------------------------------------------------------- |
| 日期                                   | 音樂會名稱                                                                            | 場地                                                                | 備註                                                                                  |
| 6月2日                                 | 香港電台《第46屆十大中文金曲頒獎音樂會》                                              | 香港體育館                                                          | - 優秀流行歌手大獎 - 十大中文金曲獎：《Talk To Me》                                   |
| 5月17日                                | 衛蘭「OUT OF FRAME 世界巡迴演唱會」湛江站                                             | 湛江奧林匹克體育中心綜合訓練館                                      | - 個人演唱及與衛蘭合唱                                                                |
| 5月3日                                 | 摩登天空《2025東莞超級草莓音樂節》                                                    | 東莞虎門公園                                                        | - 個人演唱                                                                            |
| 3月16日                                | 周慧敏「地老天荒愛一場」巡迴演唱會上海站                                              | 上海體育館                                                          | - 個人演唱及與周慧敏合唱                                                              |
| 3月1日                                 | 東華三院《155周年慈善晚宴．未來夢前行》                                               | 香港瑰麗酒店 宴會大禮堂                                             | - 個人演唱                                                                            |
| 2月12日                                | 中央廣播電視總台《中央廣播電視總台元宵晚會2025》                                      | 央視總部（北京總會場） 重慶、湖北武漢、西藏拉薩、江蘇無錫（分會場） | - 首次央視元宵晚會演出 - 個人演唱及與尚雯婕、黃齡、張彬彬、顏人中、吳宣儀和焦邁奇合唱 |
| 1月28日                                | 中央廣播電視總台《2025年中央廣播電視總台春節聯歡晚會》                                | 央視總部（北京總會場） 重慶、湖北武漢、西藏拉薩、江蘇無錫（分會場） | - 首次央視春晚演出 - 與胡夏、孟佳、藍盈瑩、海來阿木、顏人中、黃子弘凡等合唱           |
| 1月23日                                | 中央廣播電視總台《2024年“經典之夜”年度盛典》                                          | 中央廣播電視總台總部                                                | - 與韓雪合唱                                                                          |
| 1月1日                                 | 中央廣電總台、廣東省、香港特別行政區、澳門特別行政區《揚帆遠航大灣區—2025新年音樂會》 | 深中通道西人工島                                                    | - 與張赫煊合唱「壯志組曲」環節                                                        |

### 2024年
| 2024年曾比特非個人音樂會及大型晚會參與 | 2024年曾比特非個人音樂會及大型晚會參與                                                     | 2024年曾比特非個人音樂會及大型晚會參與                 | 2024年曾比特非個人音樂會及大型晚會參與 |
| -------------------------------------- | ------------------------------------------------------------------------------------------ | ------------------------------------------------------ | --- |
| 日期                                   | 音樂會名稱                                                                                 | 場地                                                   | 備註 |
| 12月28日                               | 新城廣播《新城勁爆頒獎禮2024》                                                             | 香港會議展覽中心                                       | - 勁爆十大卓越歌手獎 - 勁爆國語力歌曲（金獎）：《Talk To Me》 |
| 12月7日                                | 東華三院、無綫電視《歡樂滿東華2024》                                                       | 電視廣播城                                             | - 與東華三院主席鄧明慧合唱 - 首度公演東華三院新院歌《源遠的歌》 |
| 11月17日                               | 中國銀行（香港）《Beats of Eternity音樂會》                                                | 沙田馬場                                               | - 個人演唱及與鄧建明合唱 |
| 10月19日                               | MY FM《MY FM BIG SHOW 好玩樂園》                                                           | 雲頂高原雲星劇場                                       | - 首個外地音樂會 - 個人演唱及與賴淞鳳合唱 |
| 9月25日                                | 新浪微博《2024微博音樂盛典頒獎典禮》                                                       | 北京水立方                                             | - 年度期待歌手獎 |
| 9月22日                                | 电影频道、澳门特区政府文化局、紫荆文化集团、凤凰卫视《“湾区升明月”2024大湾区电影音乐晚会》 | 澳门银河综艺馆                                         | - 與钟楚曦合唱 |
| 9月17日                                | 中央廣播電視總台《中央廣播電視總台中秋晚會》                                               | 遼寧省瀋陽市丁香湖                                     | - 與張英席、吳克群、蔡高中學合唱團合唱 |
| 8月24日                                | 新城廣播《新城33周年台慶Show》                                                             | 香港會議展覽中心                                       | - 個人演唱 |
| 8月10日                                | 保良局、無綫電視《星光熠熠耀保良》                                                         | 香港會議展覽中心                                       | - 個人演唱 |
| 7月6日                                 | 香港明愛、無綫電視《2024明愛暖萬心慈善晚會》                                               | 電視廣播城                                             | - 個人演唱及與鍾柔美、任暟晴合唱 |
| 6月23日                                | 香港電台《第45屆十大中文金曲音樂盛典》                                                     | 九龍灣國際展貿中心Star Hall                            | - 優秀流行歌手大獎 - 十大中文金曲獎：《魔氈》 |
| 6月17日                                | 2024上海國際電影電視節《影視音樂盛典》                                                     | 上海雲間會堂文化藝術中心                               | - 中國電影家協會、中國電視藝術家協會、上海國際影視節中心、上海廣播電視台、上海東方衛視中心聯合舉辦 - 6月23日在上海東方衛視播放 - 個人演唱 - 年度電視劇金曲：《再回首》 |
| 6月1日                                 | 香港公益金、無綫電視《萬眾同心公益金2024》                                                 | 電視廣播城                                             | - 個人演唱 |
| 5月18日                                | 胡楓《修哥 無限楓騷演唱會 2024》                                                           | 澳門倫敦人綜藝館                                       | - 個人演唱及與胡楓合唱 |
| 4月30日                                | 富通保險《富通保險超越您想音樂會》                                                         | 香港會議展覽中心                                       | - 個人演唱及與許靖韻合唱 |
| 3月2日                                 | 香港博愛醫院、無綫電視《博愛歡樂傳萬家》                                                   | 電視廣播城                                             | - 個人演唱及與黃淑蔓合唱 |
| 2月9日                                 | HOY TV、廣東廣播電視台《龍騰灣區歡樂年》                                                   | 香港西九文化區、 雲浮市翔順金水台溫泉、 珠海橫琴創新方 | - HOYTV77台、廣東電視台珠江頻道、大灣區衛視、澳門澳廣視、馬來西亞ASTRO華麗台及加拿大Fairchild電視台共同播放 - 個人演唱及與女歌手阿細合唱                               |
| 1月27日                                | 香港仁濟醫院、無綫電視《慈善星輝仁濟夜2024》                                               | 電視廣播城                                             | - 個人演唱及與羅陳楚思中學合唱團合唱 |

### 2021年至2023年
| 日期             | 音樂會名稱                                                                                  | 場地                                | 備註 |
| 2023年           |                                                                                             |                                     | |
| 12月30日         | 新城電台《2023新城勁爆頒獎禮》                                                              | 香港會議展覽中心                    | - 勁爆合唱歌曲獎：《旋轉拍賣》                                                                                           |
| 12月2日          | 亞洲音樂盛典組委會《第二十屆亞洲音樂盛典》                                                  | 深圳市龍華文體中心 （體育場館）     | - 指導單位：中國國際文化傳播中心、聯合國教科文民間藝術組織 - 個人演唱 - 年度傳媒推薦男歌手獎                             |
| 11月23日         | 宏利《至強巨星音樂會》                                                                      | 亞洲國際博覽館 Arena                | - 個人演唱 |
| 11月12日         | 佛山市人民政府《2023中國佛山大灣區功夫電影週閉幕式暨音樂之夜》                              | 佛山市新聞傳媒中心                  | - 廣東省電影局指導，佛山市委宣傳部、佛山市文廣旅體局主辦 - 個人演唱                                                      |
| 11月3日          | 無綫電視、澳娛綜合《綠茵勝境音樂祭》                                                        | 澳門上葡京綜合渡假村                | - 個人演唱及與炎明熹合唱 - 無綫電視11月18日在翡翠台播放部分片段                                                          |
| 7月28日          | 新城知訊台《好友音樂·擊》音樂會                                                             | 香港會議展覽中心 《香港動漫電玩節》 | - 個人演唱 |
| 7月26日          | 仁濟醫院《海外學生仁濟夜2023》                                                              | 香港瑰麗酒店 宴會大禮堂             | - 個人演唱及與「仁濟海外學生會」成員合唱                                                                                 |
| 7月8日           | 香港明愛、無綫電視《2023明愛暖萬心慈善晚會》                                                | 電視廣播城                          | - 個人演唱 |
| 6月29日          | 電影頻道 (CCTV-6)、紫荊文化集團、鳳凰衛視《「灣區升明月」2023大灣區電影音樂晚會》           | 亞洲國際博覽館 Arena                | - 與炎明熹合唱 - 電影頻道、鳳凰衛視、廣東衛視、深圳衛視、香港電台、澳廣視、澳亞衛視即日直播，無綫電視7月1日播放          |
| 6月3日           | 香港公益金無綫電視《萬眾同心公益金》                                                        | 電視廣播城                          | - 個人演唱及與朱主愛合唱                                                                                                 |
| 5月21日          | 菊梓喬 Hanafinity 演唱會2023                                                                | 九龍灣國際展貿中心 Star Hall        | - 演唱會嘉賓 - 個人演唱                                                                                                  |
| 5月1日— 5月2日   | 永利澳門《「明明最特別」音樂會》                                                            | 永利澳門、永利皇宮                  | - 個人演唱及與吳卓羲合唱 - 場次：2                                                                                       |
| 4月22日          | StarMac 澳門星娛樂 《一拍即合灣區群星演唱會》                                               | 廣東肇慶 新區體育中心體育館         | - 首次在內地以壓軸表演嘉賓登場 - 個人演唱                                                                                |
| 4月1日           | 香港環球唱片《想張國榮20周年致敬音樂會》                                                    | 香港會議展覽中心                    | - 個人演唱及與炎明熹合唱                                                                                                 |
| 3月30日          | 廣東廣播電視台《音樂先鋒榜35載榮耀盛典》新聞發布會                                          | 廣州市海珠區 赫 LIVE HOUSE          | - 個人演唱 - 新聞發布會以小型音樂會形式進行                                                                              |
| 3月25日          | 優酷、無綫電視《無限超越群星演唱會》                                                        | 澳門威尼斯人 金光綜藝館             | - 個人演唱 - 無綫電視4月30日把精華片段在翡翠台播放                                                                       |
| 3月18日— 3月19日 | 林敏驄《蘇格蘭場今天星閃閃林敏驄暨車總腦交戰時日如飛40週年成人禮作品展演唱會之part2更精采》 | 西九文化區竹翠公園                  | - 個人演唱 - 場次：2 |
| 3月17日          | 中央廣電總台、廣東省、香港特別行政區、澳門特別行政區《2023揚帆遠航大灣區音樂會》            | 廣州市南沙港區 第四期碼頭           | - 與吳卓羲合唱「热血组曲」環節                                                                                           |
| 3月11日          | 香港博愛醫院、無綫電視《博愛歡樂傳萬家2023》                                                | 電視廣播城                          | - 紅組隊長 - 個人演唱及與炎明熹、紅組合唱                                                                                |
| 1月14日          | 香港仁濟醫院、無綫電視《慈善星輝仁濟夜2023》                                                | 電視廣播城                          | - 首次以壓軸表演嘉賓登場 - 個人演唱及與王華湘中學精英合唱團合唱                                                          |
| 2022年           |                                                                                             |                                     | |
| 12月29日         | 新城電台《2022新城勁爆頒獎禮》                                                              | 香港會議展覽中心                    | - 勁爆突破歌手獎 - 勁爆歌曲獎：《我以為》                                                                                |
| 12月23日         | 雅虎香港《Yahoo!搜尋人氣大獎2022頒獎典禮》                                                  | 九龍灣國際展貿中心 6樓展貿廳        | - 樂壇新勢力（男歌手）獎                                                                                                 |
| 12月3日          | 東華三院、無綫電視《歡樂滿東華2022》                                                        | 電視廣播城                          | - 個人演唱及與任暟晴合唱                                                                                                 |
| 11月25日         | 無綫電視《生生不息25周年演唱會》                                                            | 電視廣播城                          | - 個人演唱及與Kerryta周詠婷合唱 - 無綫電視12月10日把精華片段在翡翠台播放                                                 |
| 11月19日         | 無綫電視《萬千星輝賀台慶 2022》                                                             | 電視廣播城                          | - 分別與炎明熹、李思捷、阮兆祥合唱                                                                                       |
| 9月10日          | 中國中央電視台《中央廣播電視總台中秋晚會》                                                  | 張家港市暨陽湖生態園區音樂噴泉廣場  | - 首次央視秋晚演出 - 與黃齡合唱                                                                                          |
| 7月24日          | 無綫電視、香港電台《香港金曲頒獎典禮 2021/2022》                                            | 電視廣播城                          | - 香港金曲金曲奬：《我不如》 - 香港金曲男新人奬：金獎 - 因身處內地缺席頒獎典禮，遂以錄影方式發表被提名感言及表演歌曲片段 |
| 7月23日          | 敏華冰廳《敏華拉闊 CLUB 週年慶典》                                                          | 深圳萬象前海                        | - 因疫情關係表演最後不設現場觀眾                                                                                         |
| 6月7日           | 芒果TV《週末出片大會》森林音樂會                                                            | 長沙市開福區然後森林露營基地        | - 長沙市文化旅遊廣電局指導，芒果TV承辦 - 芒果TV6月19日把精華片段在平台播放                                               |
| 1月1日           | 香港商業電台 《2021叱咤樂壇流行榜頒獎典禮》                                                 | 亞洲國際博覽館 Arena                | - 叱咤樂壇生力軍男歌手：銅獎                                                                                             |
| 2021年           |                                                                                             |                                     | |
| 12月31日         | NEW TV《2021美麗的夜香港跨年演唱會》                                                        | 中環海濱活動空間                    | - 個人演唱及與林子祥、泳兒合唱                                                                                           |
| 12月11日         | Jace陳凱詠 UNBORDERED 演唱會                                                                | 九龍灣國際展貿中心 Star Hall        | - 演唱會嘉賓 - 個人演唱及與陳凱詠合唱                                                                                    |
| 11月28日         | 保良局、無綫電視《星光熠熠耀保良 2021》                                                     | 紅磡香港體育館                      | - 分別與李幸倪及MC張天賦合唱                                                                                             |
| 11月19日         | 無綫電視《萬千星輝賀台慶 2021》                                                             | 電視廣播城                          | - 與馮允謙、吳浩康、塗毓麟合唱                                                                                           |
| 11月13日         | JOOX HK《盡情渴 Music On 音樂會》                                                           | 赤柱廣場                            | - 新歌初公演，與ONE PROMISE合唱                                                                                          |
| 9月22日          | GP42 《全民「燈」月》閉幕禮                                                                 | 觀塘海濱發現號                      | - 個人演唱 |
| 8月21日          | KKBOX 夏日無損音樂祭                                                                        | 赤柱廣場                            | - 個人演唱及與李幸倪合唱                                                                                                 |
| 8月20日          | Jace陳凱詠 PROCESSED 演唱會                                                                 | 九龍灣國際展貿中心 Music Zone       | - 演唱會嘉賓 - 個人演唱及與JC陳詠桐合唱                                                                                  |
| 8月7日           | Mira Place《「Gimme LiVe」2021》                                                            | 美麗華廣場 Mira Place               | - 個人演唱及與陳凱詠合唱                                                                                                 |
| 7月23日          | 香港奧林匹克之友《奧運同樂日「香港隊加油」開幕典禮》                                        | 西九文化區藝術公園                  | - 個人演唱 |
| 5月29日          | 香港公益金、無綫電視《萬眾同心公益金2021》                                                  | 電視廣播城                          | - 與李幸倪、周詠婷合唱                                                                                                   |
| 5月15日          | 時代廣場《廣東歌101》無聲演唱會                                                             | 時代廣場                            | - 個人演唱及與AGA江海迦合唱                                                                                              |

## 電視電台節目

### 2025年
| 2025年曾比特演出的電視電台節目 | 2025年曾比特演出的電視電台節目      | 2025年曾比特演出的電視電台節目 | 2025年曾比特演出的電視電台節目                              |
| ------------------------------ | ----------------------------------- | ------------------------------ | ----------------------------------------------------------- |
| 日期                           | 節目                                | 角色                           | 備註                                                        |
| 6月14日—                       | 浙江衛視、優酷《閃光的夏天 第二季》 | 新聲代參賽歌手                 | - 逢星期六（浙江衛視、優酷）、二（優酷） （正在播出，待續） |
| 1月29日                        | 保良局、無綫電視《新春保良迎金蛇》  | 歌手                           | - 個人演唱                                                  |
| 1月28日                        | CCTV-1 综合《金蛇起舞·中国年味》    | 歌手                           | - 與土豆王国合唱                                            |
| （10月20日） —2月2日           | 香港電台第二台《畢得鳥劇場》廣播劇  | “Woody”                        | - 跨年播放 - 第2、12、13、15—17集                           |

### 2024年
| 2024年曾比特演出的電視節目 | 2024年曾比特演出的電視節目                                           | 2024年曾比特演出的電視節目 | 2024年曾比特演出的電視節目 |
| -------------------------- | -------------------------------------------------------------------- | -------------------------- | --- |
| 日期                       | 節目                                                                 | 角色                       | 備註 |
| 12月29日                   | 香港電台《我是DJ》決賽                                               | 「歌手互動音樂劇場」考官   | - 個人演唱 |
| 9月28日                    | 無綫電視《剪裁魔法師》                                               | 歌手                       | - 第2集：個人演唱 - 第1—3集主題曲：《魔氈》 |
| 9月6日— 11月2日            | 芒果TV、湖南衛視《下一戰歌手》                                       | 新聲歌手                   | - 逢星期五（芒果TV、湖南衛視）、六（芒果TV） - 週五《下一戰歌手》第2、6—8期（參賽歌手） - 週六《下一戰音樂會》第1、4—5期（參賽），第2、5期（主持），第3期（嘉賓） |
| 8月28日                    | TVB Plus《美食新聞報道》                                             | 星級飯腳                   | - 第33集：曾比特「唱」遊美食團 |
| 5月18日                    | 廣西衛視《新民歌大會》                                               | 歌手                       | - 第3集：曾比特《初戀+瑤族情歌》創演秀 |
| 4月26日                    | 無綫電視《香港婚後事》                                               | 嘉賓                       | - 第2集：個人演唱及訪談 |
| 4月7日                     | 無綫電視《J Music》                                                  | 歌手                       | - 第37集：個人演唱 |
| 2月10日                    | 港台電視31、雲南衛視、北京廣播電視台 《龍躍千里─甲辰年新春音樂派對》 | 歌手                       | - 香港、昆明、北京同步播放 - 個人演唱 |
| 2月10日                    | 無綫電視《新春保良迎金龍》                                           | 歌手                       | - 個人演唱 |
| 2月9日                     | CCTV-1 综合《龍騰虎躍▪中國年味》                                     | 歌手                       | - 與李慧珍合唱 |
| 2月9日                     | CCTV-3 綜藝《春晚等着你》                                            | 歌手                       | - 個人演唱 |
| 1月22日— 1月23日           | 無綫電視 J2《不如食豪D》                                             | 嘉賓                       | - 第1、2集 |
| 1月22日                    | 港台電視31《香江暖流》                                               | 嘉賓                       | - 《我們的VIP》曾比特 |
| 1月14日                    | 港台電視31《港樂·講樂》                                              | 歌手                       | - 第66集 : 曾比特 |

### 2019年至2023年
| 日期               | 節目                                  | 角色           | 備註 |
| 2023               |                                       |                | |
| 11月25日— 12月30日 | GDToday《唱遊大灣區》                 | 唱作歌手       | - 唱作類音樂綜藝節目 - 逢星期六在無綫電視翡翠台播放 (共4週) - 12月9日及16日因特備節目停播兩周 |
| 10月8日— 12月17日  | 東方衛視《我們的歌 (第五季)》         | 常駐歌手       | - 逢星期三、日 (共12週) |
| 9月25日— 10月13日  | 無綫電視 J2《我要瞓鬥》               | 主持           | - 首次擔任真人騷節目主持 - 逢星期一至五 (共3週) |
| 9月24日            | 無綫電視《思家大戰》                  | 嘉賓           | - 第59集 |
| 8月27日            | 無綫電視《2023年度香港小姐競選決賽》  | 表演嘉賓       | - 個人負責港姐舞蹈歌唱環節 |
| 6月4日             | 無綫電視《J Music》                   | 歌手           | - 第1集：個人即興演唱及與余宗遙、陳葦璇、周子涵、楊彤合唱 |
| 4月2日             | 港台電視31《港樂·講樂》               | 歌手           | - 第27集：懷念張國榮 Part 2 |
| 3月28日— 4月11日   | ViuTV《MM730粉絲福利署》              | 粉絲歌手       | - 第51、52、53集：向張國榮致敬 |
| 3月12日            | ViuTV《Chill Club》                   | 歌手           | - 第170集 |
| 2月25日— 3月4日    | 無綫電視《鋪鋪Poker》                 | 嘉賓           | - 第34、35集 |
| 2月7日             | ViuTV《MM730粉絲福利署》              | 嘉賓           | - 第44集 |
| 1月22日            | 無綫電視《勁歌金曲》                  | 歌手           | - 第4集：《重見》勁歌金榜 |
| 2022               |                                       |                | |
| 8月19日— 11月4日   | 芒果TV《披荊斬棘》                    | 參賽者         | - 逢星期四、五、六 (共12週) 有關内容 - 第1期 [初舞台] ： 跟蘇有朋、張雲龍、金瀚被編入「唱演C組」以組別競賽 《髮如雪》 《紅蜻蜓》 「唱演C組」全員合唱，最終8組排名第四 - 第2期 一公分組真人秀: 跟杜德偉、朱嘉琦、范世琦組成「杜德偉部落」 - 第3期 [一公] ： 《紅雲袍》 「杜德偉部落」全員合唱 第一次公演結果,「杜德偉部落」排名第五 (曾比特晉級二公) - 第4期 部落重組及搶歌: 分別被張震岳和杜德偉邀請到自己部落去，最後選擇加入「張震岳部落」 - 第5期 [二公] ： 吳克群、張震岳 兩部落結盟 《小半》 張震岳、楊長青、曾比特 第二次公演結果，「吳克群-張震岳 同盟」排名第二 (曾比特晉身三公) - 第6期 部落搶人搶歌戰： 張震嶽、鄭鈞、曾比特組成了「斷食三人組」 - 第7期 [三公] ： 《一場遊戲一場夢》「張震嶽部落」全員合唱 第三次公演結果，「張震嶽部落」6組排第五 (個人晉身四公) - 第8期 部落默契考驗戰： 即興創作大戰、即興演奏，曾比特自薦為四公加分秀和信(蘇見信)合唱 - 第9期 [四公] ： 《紅塵來去一場夢》 信、曾比特 第四次公演結果，加分秀排名第二 、「張震嶽部落」最終排名第三 (個人晉身五公) - 第10期 三大陣營最終融合： 曾比特被蘇有朋邀請到自己陣營，蘇有朋陣營起名「名聲大陣營」 - 第11期 [五公] ： 《狂流》 蘇有朋、信、潘瑋柏、周柏豪、曾比特 《男人哭吧哭吧不是罪》「名聲大陣營」全員參與 第五次公演結果,「名聲大陣營」兩舞台分數達標，為家族誕生夜總席位解鎖2席,《狂流》排名第二為自家陣營取得2席位 (曾比特成功進入總決賽成團夜) - 第12期 [全能唱演家族誕生夜]: 《放心去飛》「名聲大陣營」全員合唱 總成績,「名聲大陣營」總排名第二,《紅雲袍》奪「年度滾燙唱演舞台」第三名，曾比特未能入選2022滾燙家族成團 |
| 8月7日             | 無綫電視《有個閨密叫祖藍》            | 神秘嘉賓       | - 第2集：與胡杏兒、王祖藍合唱 - 部分歌曲僅myTV SUPER加長版獨有 |
| 6月25日            | 芒果TV、湖南衛視《你好，星期六》      | 嘉賓           | - 第23集：與檀健次、何炅、秦霄賢、阿雲嘎合唱 |
| 6月23日            | 芒果TV、湖南衛視《湖南好有味》        | 嘉賓           | - 與單依純合唱 |
| 5月8日             | 芒果TV《甜蜜的任務》                  | 嘉賓           | - 第13集 |
| 4月24日— 7月17日   | 芒果TV/湖南衛視、無綫電視《聲生不息》 | 常駐歌手       | - 逢星期一、四、六、日 (共13週) 有關内容 - 第1期 [初舞台] ： 《初戀》 (勝出,並成為《全場排名第一最受歡迎金曲》) - 第2期 [第一競演(上)]: 《單車 - 空凳》 林子祥、曾比特 (勝出) - 第3期 [第一競演(下)]: 曾比特本期休賽，第一輪競演男隊獲勝，男隊全員合唱《千千闋歌》 - 第4期 [第二競演(上)]: 兩隊交換成員，曾比特過檔女隊，女隊改名「千嬅隊」 《夏日傾情》 安崎、曾比特 (敗給林子祥、馬賽克樂隊) - 第5期 [第二競演(下)]: 《夢中人》 (勝出) 第二輪競演「千嬅隊」勝，兩隊大合唱《世間始終你好》 - 第6期 [第三競演(上)]: 《Monica》 李玟、曾比特 (敗給李玟) - 第7期 [第三競演(下)]: 曾比特休賽，第三輪競演平局,《下一站天后》大合唱 - 第8期 [第四競演(上)]: 《灰姑娘》 (敗給李玟、李健) - 第9期 [第四競演(下)]: 《彌敦道》 毛不易、曾比特 (敗給李克勤) 第四輪競演「克勤隊」勝 - 第10期 [第五競演(上)]: 《萬水千山總是情》 李健、曾比特 本期為「香港回歸25週年特別獻禮」，不設對賽，全員合唱《東方之珠》 - 第11期 [第五競演(下)]: 《失戀》 劉惜君、炎明熹、曾比特 (敗給李克勤、李健、魔動閃霸) - 第12期 [金曲盛典(上)]: 本期芒果TV上下集同時上架 安崎、曾比特同時奪得《飛躍進步獎》 《不再猶豫》 開場金曲全員大合唱 - 第12期 [金曲盛典(下)]: 《眉飛色舞》 毛不易、安崎、炎明熹、曾比特 (勝出) 《一格格》 周筆暢、曾比特 (敗給李健) 「千嬅隊」最終獲勝成為《榮耀戰隊》 《我和我的祖國》 結尾金曲全員大合唱 |
| 2月27日— 4月17日   | ViuTV《Chill Club》                   | 歌手           | - 第121集、第122集、第128集 |
| 2月19日            | 無綫電視《勁歌金曲》                  | 歌手           | - 第7集 |
| 2月13日            | HOY TV《曾比特、周子涵問運程》        | 嘉賓           | - 賀歲節目 |
| 2月3日             | 無綫電視《環球歌手新年團拜特輯》      | 嘉賓           | - 賀歲節目 |
| 1月26日            | ViuTV《七福星》                       | 嘉賓           | - 第8集 |
| 1月15日            | 港台電視31《獅子山下好音樂》          | 嘉賓           | - 第2集 |
| 2021               |                                       |                | |
| 12月26日           | ViuTV《膠戰S2》                       | 嘉賓           | - 第12集 |
| 10月24日           | 無綫電視《思家大戰》                  | 嘉賓           | - 第8集 |
| 9月4日             | 無綫電視《演鬥聽》                    | 歌手           | - 第4集 |
| 9月4日             | 無綫電視《兒歌金曲SUMMERFEST》        | 歌手           | |
| 7月19日            | ViuTV《有酒今晚吹》                   | 嘉賓           | - 第64集 |
| 3月27日— 11月13日  | 無綫電視《勁歌金曲》                  | 歌手           | - 第11集：《我不如》勁歌金榜 - 第15集：《我不如》勁歌金榜 - 第18集、第25集、第33集、第43集、第45集 - 2021勁歌金曲優秀作品第一回：《我不如》 |
| 3月7日— 12月19日   | ViuTV《Chill Club》                   | 歌手/ 嘉賓主持 | - 第71集、第91集、第99集、第111集 - 第102集、第103集、第104集 #（嘉賓主持） - 第16周 Chill Club 推介榜：《我不如》冠軍歌 |
| 3月3日— 11月9日    | ViuTV《囝囝女女730》                  | 嘉賓/ 客席主持 | - 第32集、第122集、第135集 - 第179集、第189集、第194集、第199集 #（客席主持） |
| 2019               |                                       |                | |
| 9月30日— 12月15日  | ViuTV《全民造星II》                   | 參賽者         | - 逢星期一至五 (共10週) 、總決賽於2019年12月15日舉行 有關内容 - 第5集 ： 《浮誇》 第一輪比賽、晉身60強 - 第15集：《Grace Kelly》 第二輪、晉身48強進入郭偉亮隊 - 第27集：《泡沫》 第三輪比賽指定合唱項目 - 第28集：《聚》 自選合唱項目、晉身下一輪 - 第33集：《大叔的夢》 第四輪比賽自選合唱項目 - 第34集：《High Hopes》 跳舞比拼、小組落敗掉進復活賽 - 第35集：《Lost Stars》 復活賽以最高分獲勝、全組進級 - 第37集：《最後的信仰，超友誼》 、《麻煩認一認人呀，唔該》 第五輪比賽小組總分獲勝晉進30強 - 第41集：《十兄弟齊上齊落》 第六輪比賽第一局小組勝出 - 第42集：《有一種悲傷》 第二局小組落敗 - 第44集：《唐伯虎點秋香》 第四局落敗、《異類》 第五局落敗 五局一勝獲兩個晉級名額、曾比特入10強直接晉身總決賽 - 專業大獎: 《Uptown Funk》 未能取勝 - 總決賽 ：個人比賽項目 1. 《Dream On》 自彈自唱 2. 《KISS》 跳唱 3. 《前傳》 Dance Battle 最終專業評審評分排名第7、全民投票排名第7、總分第8名 |

## 電影
| 2024年 | 2024年       | 2024年 | 2024年          |
| --- | ------------ | ------ | --------------- |
| 上映日期 | 電影         | 角色   | 備註            |
| 1月19日：中國大陸 1月26日：美國、加拿大 2月 8日 ：台灣、新加坡、泰國、柬埔寨 2月 9日 ：香港、澳門、非洲 2月10日：馬來西亞 2月15日：澳洲、紐西蘭 | 《臨時劫案》 | 大頭   | [ 109 ] [ 110 ] |

## 其他平台演出

### 2024年
| 2024年曾比特在其他平台的主要演出 | 2024年曾比特在其他平台的主要演出                                                                   | 2024年曾比特在其他平台的主要演出 | 2024年曾比特在其他平台的主要演出                                      |
| -------------------------------- | -------------------------------------------------------------------------------------------------- | -------------------------------- | --------------------------------------------------------------------- |
| 日期                             | 節目                                                                                               | 角色                             | 備註                                                                  |
| 11月23日                         | 香港潮屬社團總會《第四屆香港潮州節》                                                               | 表演嘉賓                         | - 個人演唱及與潮屬社青年幹部和陽光力量合唱                            |
| 9月30日                          | 深圳市福田區委宣傳部、福田區公共文化體育發展中心 《City福田，繽紛樂翻天——繁花綻放 港樂傳奇音樂會》 | 表演嘉賓                         | - 個人演唱                                                            |
| 9月19日                          | ChillGOOD TV 《Music Panda》                                                                       | 表演嘉賓                         | - EP44：個人演唱及與陳詠桐合唱                                        |
| 9月16日                          | 芒果TV《「樂」滿中秋 下一戰歌手特別計劃》                                                          | 嘉賓                             | - 聊天節目                                                            |
| 9月10日                          | 中央廣播電視總台《「勇立潮頭大灣區」中央廣播電視總台系列融媒體行動發佈會》                         | 表演嘉賓                         | - 與麥嘉欣、王心妤合唱 - 首次披露慶祝澳門回歸25週年歌曲《盛開到未來》 |
| 8月3日                           | 長隆水上樂園《水上超級電音節》                                                                     | 表演嘉賓                         | - 個人演唱                                                            |
| 7月1日                           | 香港環球唱片《從不響到極響：繁花的音樂世界》                                                       | 表演嘉賓                         | - 個人演唱                                                            |
| 6月21日                          | 领展中心城《2024粵港澳大灣區交流音樂會》                                                           | 表演嘉賓                         | - 個人演唱                                                            |
| 6月2日                           | 28個同鄉社團《第二屆家鄉市集嘉年華》                                                               | 表演嘉賓                         | - 個人演唱                                                            |
| 3月20日                          | 香港吸煙與健康委員會《香港無煙領先企業大獎 2023》                                                  | 表演嘉賓                         | - 個人演唱                                                            |

### 2021年至2023年
| 日期               | 節目                                                           | 角色     | 備註 |
| 2023年             |                                                                |          | |
| 11月26日           | 新港城中心《「姆明雪國奇緣」冬日派對》                         | 表演嘉賓 | - 個人演唱 |
| 3月31日            | 奧海城《Timeless Leslie Encounter》                            | 表演嘉賓 | - 紀念張國榮離開20周年展覽、個人演唱                                                                               |
| 2月9日             | 雅虎香港《Yahoo Lunch K：Cheronna 吳嘉禧 X Mike 曾比特》       | 嘉賓     | - 個人演唱及與Cheronna吳嘉禧合唱                                                                                   |
| 2022年             |                                                                |          | |
| 9月10日            | 中国電影頻道《明月知我——閩江之心中秋電影雲歌會》               | 表演嘉賓 | - 中國電影頻道與福州市委宣傳部聯合主辦 - 與范世錡合唱                                                              |
| 8月26日— 10月7日   | 小芒直播間《披荊斬棘直播間》                                   | 嘉賓     | - 8月26日： 遊戲聊天節目 - 10月7日： 遊戲聊天、個人演唱及與溫兆倫合唱                                              |
| 6月27日            | 中国電影頻道《我們的紫荊花：慶祝香港回歸祖國25週年雲歌會》     | 表演嘉賓 | - 與炎明熹合唱 |
| 6月10日            | 中國新聞社《中新文娛連麥聲生不息》                             | 嘉賓     | - 與單依純合唱 |
| 6月2日— 6月10日    | 羊城晚報報業集團《UP在灣區·港見粵聞》                          | 嘉賓     | - 6月02日：《嶺南品粵菜·裹蒸粽》 - 6月10日：《嶺南學非遺·肇慶端硯》                                                |
| 2月16日            | 明周文化《傾樂先發覺》                                         | 嘉賓     | - 第17集：《曾比特 悲情歌王爆髮小宇宙》訪問及個人演唱                                                              |
| 1月21日            | UM Webzine、谷Live《【GOOD VIBE】Mike曾比特 X P1X3L X 石山街》 | 參與歌手 | - EP4：個人演唱 |
| 1月20日            | JOOX《【JOOX K房】 Mike曾比特》                                | 嘉賓     | - 個人演唱多首cover                                                                                                |
| 1月19日            | JOOX《JOOX 2021 TOP聽推介全年榜》                              | 得獎嘉賓 | - 個人演唱 - 《我不如》年度TOP聽推介 本地歌曲第九位                                                                |
| 2021年             |                                                                |          | |
| 12月9日            | 尊尼獲加《Johnnie Walker「唱·行未來」網上音樂會》              | 參與歌手 | - 與ONE PROMISE合唱                                                                                                |
| 12月2日            | JOOX《JOOX live session·Mike曾比特 X ONE PROMISE》             | 參與歌手 | - 個人演唱及與ONE PROMISE合唱                                                                                      |
| 11月25日           | MOOV《MOOV x〈梅艷芳〉： A Night Of Anita》                    | 參與歌手 | - 向梅艷芳致敬 |
| 11月22日 (11月5日) | UM自家製《環球CLS Fans》                                       | 自己     | - EP4：冬OT《曾比特 X 冬OT地上最快音樂會!!》                                                                       |
| 10月15日           | MOOV《MOOV Special：石山Live》                                 | 嘉賓     | - 個人演唱及與石山街合唱                                                                                           |
| 10月4日            | KKBOX《Facebook Live - Mike曾比特》                            | 歌手     | - 個人演唱 |
| 9月30日— 11月30日  | JOOX《BUSK是歌手》                                             | 歌手導師 | - 街頭表演者的歌唱比賽 - 以導師身分帶領兩位學員參賽                                                                |
| 9月3日             | UM自家製《環球影城(暫名)之 真·比特幣》                         | 自己     | - 视频短片 |
| 8月22日            | MOOV《Mike曾比特四圍唱》                                       | 歌手     | - 地點：尖沙咀、旺角、中環碼頭 - 特別嘉賓：洪嘉豪                                                                  |
| 7月29日            | ChillGOOD TV 《Music Panda》                                   | 嘉賓     | - EP11：個人演唱及與陳凱詠、周詠婷合唱                                                                             |
| 6月10日            | JOOX《JOOX Live session - Mike曾比特 X 石山街》                | 參與歌手 | - 個人演唱及與石山街合唱                                                                                           |
| 5月27日            | KKBOX《Facebook Live - Mike X Jace》                           | 參與歌手 | - 個人演唱 |
| 4月29日            | KKBOX、谷Live《Music.....Live》                                | 參與歌手 | - 個人演唱及與AGA江海迦、石山街、趙浚承、P1X3L合唱                                                                 |
| 4月8日             | 志雲頻道 stephenchannel《Stephen·傾》                          | 嘉賓     | - 第48集：個人表現和即興演唱及與陳志雲合唱                                                                         |
| 3月24日— 4月7日    | ZA Bank《ZA Bank呈獻: 做好銀行生日會 IG Live》                 | 參與歌手 | - 3月24日：個人演唱及與陳凱詠合唱 - 4月07日：加場                                                                  |
| 3月5日— 3月19日    | MOOV《樂壇新人速成班》                                         | 參與歌手 | - EP 1：造型篇 (Mike曾比特 x Jace陳凱詠) - EP 2：唱功篇 (Mike曾比特 x Gin Lee) - EP 3：跳舞篇 (Mike曾比特 x P1X3L) |
| 2月19日            | JOOX《造星之路唔易行》                                         | 參與歌手 | - P1X3L X Mike曾比特 視頻播客 - EP1：歌手夢成真 - EP2：負評應對指南                                                |
| 1月30日            | 香港環球唱片、香港01《UMHK X 01心意慈善Music Live》            | 參與歌手 | - 個人演唱及與陳凱詠、李幸倪、石山街合唱                                                                           |
| 1月21日            | WHIZOO《威素拉乎 Free Entry Hub》                              | 表演嘉賓 | - 出道後首個公開演出 - 個人演唱及與 Donica@WHIZOO 合唱                                                             |

## 資料來源
1. ↑  多篇來源
  - . 巴士的報. 2022-04-24  [2023-12-21]. （原始内容存档于2024-05-02）.
  - . am730. 2022-05-02  [2024-05-02]. （原始内容存档于2022-12-12） （中文（繁體））.
  - . 香港01. 2022-05-15  [2024-05-01]. （原始内容存档于2024-05-02） （中文（繁體））.
  - . 香港01. 2022-05-22. （原始内容存档于2022-07-07） （中文（繁體））.
  - . 香港01. 2022-05-29  [2024-05-01]. （原始内容存档于2024-05-02） （中文（繁體））.
  - . 香港經濟日報ToPick. 2022-06-20  [2024-05-01]. （原始内容存档于2024-05-01） （中文（繁體））.
  - . 香港01. 2022-06-21  [2024-05-01]. （原始内容存档于2024-05-02） （中文（繁體））.
  - . 香港01. 2022-06-27  [2024-05-01]. （原始内容存档于2024-05-02） （中文（繁體））.
  - . 香港01. 2022-07-05 （中文（繁體））.
2. ↑  多篇來源
  - . 香港01. 2022-05-08  [2024-05-01]. （原始内容存档于2024-05-02） （中文（繁體））.
  - . 腾讯新闻. 2022-06-21. （原始内容存档于2023-02-14） （中文（简体））.
3. ↑  . 香港經濟日報. 2022-07-10  [2023-03-17]. （原始内容存档于2024-04-07） （中文（繁體））.
4. ↑  多篇來源
  - 梁戴. . 大公報. 2022-09-01. （原始内容存档于2023-12-31） （中文（繁體））.
  - . 搜狐. 2022-08-23. （原始内容存档于2023-12-31） （中文（简体））.
5. ↑  陳偉倫. . 官方微博. 2022-10-02  [2023-02-02]. （原始内容存档于2023-02-14） （中文（简体））.
6. ↑  多篇來源
  - 朱奕錦. . 香港01. 2022-10-16. （原始内容存档于2023-04-04） （中文（繁體））.
  - . 搜狐. 2022-10-14. （原始内容存档于2023-02-14） （中文（简体））.
  - 朱奕錦. . 香港01. 第1、3段. 2022-10-27 （中文（繁體））.
  - 朱奕錦. . 香港01. 第1段、相片. 2022-10-28 （中文（繁體））.
  - . 新周刊. 2022-11-07. 第14-17段  [2024-04-07]. （原始内容存档于2024-04-08） （中文（简体））.
7. ↑  . 香港01. 2022-09-01  [2024-04-07]. （原始内容存档于2024-05-02） （中文（繁體））.
8. ↑  . 星洲網. 2022-11-05. 第2、6段  [2024-04-07]. （原始内容存档于2024-04-07） （中文（繁體））.
9. ↑  . 豆瓣. 2022-11-01  [2024-04-06]. （原始内容存档于2024-04-07） （中文（简体））.
10. ↑  多篇來源
  - 張楠. . 揚子晚報. 2024-01-15  [2024-01-19]. （原始内容存档于2024-01-19） （中文（简体））.
  - . 中國日報. 2009-09-22  [2024-04-18]. （原始内容存档于2024-04-18） （中文（简体））.
11. ↑  多篇來源
  - . 泓泉文化(主辦)官方微博. 2023-11-23  [2023-11-23]. （原始内容存档于2023-11-23） （中文（简体））.
  - . 環球音樂集團官方微博. 2023-12-25  [2023-12-27]. （原始内容存档于2023-12-27） （中文（简体））.
  - . 江門演藝中心官網.   [2024-04-09]. （原始内容存档于2022-10-06） （中文（简体））.
12. ↑  多篇來源
  - . 泓泉文化(主辦)官方微博. 2023-10-19  [2023-10-21]. （原始内容存档于2023-10-31） （中文（简体））.
  - . 寶麗金唱片官方微博. 2023-11-19  [2023-11-22]. （原始内容存档于2023-11-22） （中文（简体））.
  - . 音響網. 第23、24段. 2022-05-31  [2024-04-09]. （原始内容存档于2022-09-30） （中文（简体））.
13. ↑  多篇來源
  - . 泓泉文化(主辦)官方微博. 2023-09-22  [2023-09-23]. （原始内容存档于2023-10-21） （中文（简体））.
  - . 寶麗金唱片官方微博. 2023-11-12  [2023-11-22]. （原始内容存档于2023-11-22） （中文（简体））.
  - . 看看票務.   [2024-04-09]. （原始内容存档于2024-04-09） （中文（简体））.
14. ↑  多篇來源
  - . 泓泉文化(主辦)官方微博. 2023-09-14  [2023-09-14]. （原始内容存档于2023-10-21） （中文（简体））.
  - . 寶麗金唱片官方微博. 2023-10-22  [2023-11-22]. （原始内容存档于2023-11-22） （中文（简体））.
  - . 看看票務.   [2024-04-09]. （原始内容存档于2024-04-09） （中文（简体））.
15. ↑  多篇來源
  - . 泓泉文化(主辦)官方微博. 2023-08-07  [2023-08-11]. （原始内容存档于2023-08-11） （中文（简体））.
  - . 寶麗金唱片官方微博. 2023-09-24  [2023-10-22]. （原始内容存档于2023-10-31） （中文（简体））.
  - . 騰訊網-中國音樂財經. 第18段. 2023-08-17  [2024-05-02]. （原始内容存档于2024-05-02） （中文（简体））.
16. ↑  多篇來源
  - . 泓泉文化(主辦)官方微博. 2023-08-02  [2023-08-02]. （原始内容存档于2023-08-02） （中文（简体））.
  - . 中國娛樂網. 2023-09-19  [2023-09-20]. （原始内容存档于2023-10-22） （中文（简体））.
  - . 看看票務.   [2024-04-09]. （原始内容存档于2023-12-10） （中文（简体））.
17. ↑  多篇來源
  - . on.cc東網. 2023-07-04  [2023-07-05]. （原始内容存档于2023-07-05） （中文（繁體））.
  - . 中國娛樂網. 2023-08-28  [2023-09-06]. （原始内容存档于2023-12-07） （中文（简体））.
  - . 美真音響.   [2024-04-09]. （原始内容存档于2024-04-09） （中文（简体））.
18. ↑  多篇來源
  - 胡廣欣. . 羊城晚報. 2023-07-03  [2023-07-05]. （原始内容存档于2023-07-05） （中文（简体））.
  - . 看看票務.   [2024-04-18]. （原始内容存档于2024-04-09） （中文（简体））.
19. ↑  多篇來源
  - . 新浪深圳文娛體育新聞. 2023-05-24  [2023-06-04]. （原始内容存档于2023-06-03） （中文（简体））.
  - . 中票在線.   [2024-04-09]. （原始内容存档于2024-04-09） （中文（简体））.
20. ↑  多篇來源
  - . TVB娛樂新聞台. 2022-08-25  [2023-02-13]. （原始内容存档于2024-05-02） （中文（繁體））.
  - . 藍妹啤酒官方微信. 2022-08-31  [2023-03-07]. （原始内容存档于2023-03-07） （中文（简体））.
21. ↑  多篇來源
  - . 明報即時娛樂. 2025-06-02  [2025-06-02]. （原始内容存档于2025-06-03） （中文（繁體））.
  - . 東網on.cc. 2025-06-02 （中文（繁體））.
22. ↑  多篇來源
  - . 星島日報. 2025-05-19 （中文（繁體））.
  - . 文匯報. 2025-05-19 （中文（繁體））.
23. ↑  多篇來源
  - . 南方財經網. 2025-05-05  [2025-05-13]. （原始内容存档于2025-05-13） （中文（简体））.
  - . 羊城晚報. 2025-05-06  [2025-05-13]. （原始内容存档于2025-05-13） （中文（简体））.
  - . 東網 on.cc. 2025-05-06  [2025-05-13]. （原始内容存档于2025-05-13） （中文（繁體））.
24. ↑  . 東網 on.cc. 2025-03-19  [2025-03-20]. （原始内容存档于2025-04-14） （中文（繁體））.
25. ↑  . 東華三院. 2025-03-05  [2025-03-10]. （原始内容存档于2025-04-29） （中文（繁體））.
26. ↑  . 央視新聞. 2025-02-12  [2025-02-13]. （原始内容存档于2025-04-14） （中文（简体））.
27. ↑  多篇來源
  - . CCTV節目官網. 2025-01-28  [2025-01-30]. （原始内容存档于2025-04-29） （中文（简体））.
  - . 騰訊網光影新上地. 2025-01-28  [2025-01-30]. （原始内容存档于2025-04-14） （中文（简体））.
  - . 東周網. 2025-01-28  [2025-01-30]. （原始内容存档于2025-04-14） （中文（繁體））.
  - . 人民日報. 2024-12-25  [2025-01-30]. （原始内容存档于2025-04-14） （中文（简体））.
28. ↑  多篇來源
  - . CCTV節目官網. 2025-01-23  [2025-01-25]. （原始内容存档于2025-04-14） （中文（简体））.
  - . CCTV-4中文國際頻道. 2025-01-20 （中文（简体））.
29. ↑  多篇來源
  - . CCTV節目官網. 2025-01-01  [2025-01-01]. （原始内容存档于2025-04-16） （中文（简体））.
  - . 大公文匯網. 2025-01-01  [2025-01-01]. （原始内容存档于2025-04-14） （中文（繁體））.
30. ↑  . 星島日報. 2024-12-28  [2024-12-29]. （原始内容存档于2025-04-14） （中文（繁體））.
31. ↑  多篇來源
  - . TVB娛樂新聞台. 2024-12-08. 06:09 （中文（繁體））.
  - . 東華三院官網. 2024-12-09  [2024-12-11]. （原始内容存档于2025-04-14） （中文（繁體））.
32. ↑  . 巴士的報. 2024-11-17  [2025-06-08]. （原始内容存档于2025-04-14） （中文（繁體））.
33. ↑  多篇來源
  - . 巴士的報. 2024-10-23  [2024-10-23]. （原始内容存档于2024-12-18） （中文（繁體））.
  - . 東方日報 (馬來西亞). 2024-10-20 （中文（繁體））.
  - . 中國報. 2024-10-20  [2024-10-23]. （原始内容存档于2025-01-19） （中文（简体））.
34. ↑  多篇來源
  - . 東北網. 2024-09-27 （中文（简体））.
  - . 新京報 千龍網. 2024-09-27  [2024-09-28]. （原始内容存档于2025-02-26） （中文（简体））.
35. ↑  . 澎湃新闻. 2024-09-22  [2024-09-23]. （原始内容存档于2024-09-24）.
36. ↑  多篇來源
  - . 文匯報. 2024-09-18  [2024-09-18]. （原始内容存档于2024-12-18） （中文（繁體））.
  - . 香港01. 2024-09-17  [2024-09-18]. （原始内容存档于2024-12-18） （中文（繁體））.
  - . CCTV4. 2024-09-15  [2024-09-18]. （原始内容存档于2024-09-18） （中文（简体））.
37. ↑  多篇來源
  - . 新城電台娛樂新聞. 2024-08-24  [2024-08-24]. （原始内容存档于2024-08-24） （中文（繁體））.
  - . TVB娛樂新聞. 2024-08-25 （中文（繁體））.
38. ↑  多篇來源
  - . on.cc東網. 2024-06-23  [2024-08-11]. （原始内容存档于2024-08-11） （中文（繁體））.
  - . 香港01. 2024-08-10  [2024-08-11]. （原始内容存档于2024-08-11） （中文（繁體））.
39. ↑  . TVB娛樂新聞台. 2024-07-07. 03:51 （中文（繁體））.
40. ↑  . 明報. 2024-06-23  [2024-06-24]. （原始内容存档于2024-06-24） （中文（繁體））.
41. ↑  多篇來源
  - . 東方衛視. 第六段. 2024-06-14  [2024-06-19]. （原始内容存档于2024-06-15） （中文（简体））.
  - . 揚子晚報. 2024-06-19  [2024-06-19]. （原始内容存档于2024-06-20） （中文（简体））.
  - . 東網on.cc. 2024-06-20  [2024-06-21]. （原始内容存档于2024-06-21） （中文（繁體））.
42. ↑  . 香港商報. 2024-06-02  [2024-06-02]. （原始内容存档于2024-06-02） （中文（繁體））.
43. ↑  . 巴士的報. 2024-05-20  [2024-05-22]. （原始内容存档于2024-05-22） （中文（繁體））.
44. ↑  . HOY TV娛樂新聞. 2024-05-01  [2024-05-03] （中文（繁體））.
45. ↑  . 星島頭條. 2024-03-03. 第6段  [2024-05-02]. （原始内容存档于2024-03-08） （中文（繁體））.
46. ↑  多篇來源
  - . 澳門廣播電視官網. 2024-01-26  [2024-04-09]. （原始内容存档于2024-05-02） （中文（繁體））.
  - . Yahoo 娛樂圈. 2024-01-24  [2024-04-09]. （原始内容存档于2024-04-01） （中文（繁體））.
  - . 廣東廣播電視台官網. 2024-02-04  [2024-04-09]. （原始内容存档于2024-04-01） （中文（简体））.
47. ↑  . 仁濟醫院官網. 2024-01-27  [2024-04-09]. （原始内容存档于2024-04-01） （中文（繁體））.
48. ↑  周云森. . HK01. 2023-12-30  [2024-01-28]. （原始内容存档于2024-01-04） （中文（繁體））.
49. ↑  . 新浪深圳文娱体育. 2023-12-03  [2023-12-04]. （原始内容存档于2023-12-04） （中文（简体））.
50. ↑  多篇來源
  - . Timable. 2023-11-23  [2023-11-23]. （原始内容存档于2023-11-22） （中文（繁體））.
  - . 明報周刊. 2023-11-27  [2023-12-04]. （原始内容存档于2023-12-04） （中文（繁體））.
51. ↑  . 香港商報. 2023-11-13  [2023-12-04]. （原始内容存档于2023-12-04） （中文（繁體））.
52. ↑  . Timable. 2023-11-03  [2023-11-03]. （原始内容存档于2023-11-03） （中文（繁體））.
53. ↑  多篇來源
  - . 東網on.cc. 2023-07-28  [2023-12-21]. （原始内容存档于2023-12-21） （中文（繁體））.
  - . 新城電台. 2023-07-28  [2023-12-21]. （原始内容存档于2023-12-21） （中文（繁體））.
54. ↑  多篇來源
  - . 仁濟醫院官網. 2023-07-26  [2023-08-26]. （原始内容存档于2023-08-26） （中文（繁體））.
  - . TVB娛樂新聞台. 2023-07-28  [2023-08-26]. （原始内容存档于2024-05-02） （中文（繁體））.
55. ↑  文劼. . 文匯報. 2023-06-30. 第8段  [2023-06-30]. （原始内容存档于2023-06-30） （中文（繁體））.
56. ↑  . am730. 2023-05-22  [2023-05-22]. （原始内容存档于2023-06-04） （中文（繁體））.
57. ↑  . 澳門力報. 2023-04-19  [2023-05-01]. （原始内容存档于2023-05-01） （中文（繁體））.
58. ↑  . StarMac官方臉書. 2023-04-07  [2023-04-22]. （原始内容存档于2024-05-02） （中文（繁體））.
59. ↑  . 香港經濟日報TOPick. 2023-04-02  [2023-04-02]. （原始内容存档于2023-04-04） （中文（繁體））.
60. ↑  . 新浪深圳. 2023-03-31  [2023-03-31]. （原始内容存档于2023-03-31） （中文（简体））.
61. ↑  . 澳門力報. 2023-03-27  [2023-03-28]. （原始内容存档于2023-04-02） （中文（繁體））.
62. ↑  . 巴士的報. 2023-03-19  [2023-09-06]. （原始内容存档于2023-09-15） （中文（繁體））.
63. ↑  . CCTV節目官網. 2023-03-17  [2023-03-17]. （原始内容存档于2023-03-17） （中文（简体））.
64. ↑  . 都市日報. 第六段. 2022-12-29  [2023-02-21]. （原始内容存档于2023-02-21） （中文（繁體））.
65. ↑  . TVB東張+娛樂新聞. 2022-12-23  [2024-05-06]. （原始内容存档于2023-06-04） （中文（繁體））.
66. ↑  . 中國移動官方網站. 2022-11-25  [2023-11-22]. （原始内容存档于2023-06-05） （中文（繁體））.
67. ↑  . am730. 2022-11-17 （中文（繁體））.
68. ↑  蘇國豪. . 香港01. 2022-09-10  [2023-02-02]. （原始内容存档于2023-04-04） （中文（繁體））.
69. ↑  多篇來源
  - 黃梓恒. . 香港01. 2022-07-24  [2023-02-02]. （原始内容存档于2023-04-04） （中文（繁體））.
  - . on.cc東網. 2022-07-24  [2023-02-13]. （原始内容存档于2022-08-27） （中文（繁體））.
70. ↑  . 新浪深圳. 2022-08-31  [2023-03-06]. （原始内容存档于2023-03-06） （中文（简体））.
71. ↑  唐卓婧. . 華聲新聞. 2022-06-07  [2023-03-06]. （原始内容存档于2023-03-06） （中文（简体））.
72. ↑  . 明報OL. 2022-01-01  [2022-01-01] （中文（繁體））.
73. ↑  關穎賢. . HK01. 2021-12-31  [2023-03-06]. （原始内容存档于2023-04-04） （中文（繁體））.
74. ↑  劉傳謙. . HK01. 2021-12-12  [2023-03-06]. （原始内容存档于2022-05-31） （中文（繁體））.
75. ↑  劉傳謙. . HK01. 2021-11-15  [2023-03-06]. （原始内容存档于2023-04-04） （中文（香港））.
76. ↑  . TVB. 2021-09-24  [2023-03-06]. （原始内容存档于2023-03-05） （中文（香港））.
77. ↑  . KKBOX. 2021-08-22  [2023-03-05]. （原始内容存档于2023-03-04） （中文（繁體））.
78. ↑  . 明報. 2021-08-22  [2023-03-05]. （原始内容存档于2023-04-04） （中文（繁體））.
79. ↑  . klook.   [2023-04-13]. （原始内容存档于2023-04-17） （英语）.
80. ↑  . TVB娛樂新聞台. 2021-07-24. (@0:00-0:30; 03:15-04:28)  [2023-03-05] （中文（繁體））.
81. ↑  . Timable. 2021-04-22  [2023-03-04]. （原始内容存档于2023-03-04） （中文（繁體））.
82. ↑  . HK Get TV. 2021-05-18  [2023-03-05]. （原始内容存档于2023-03-04） （中文（繁體））.
83. ↑  . Shuffle & Repeat official facebook. 2021-05-19  [2023-09-29]. （原始内容存档于2023-03-04） （中文（繁體））.
84. ↑  . 中國日報. 2025-06-13 （中文（简体））.
85. ↑  王玥晨. . 香港01. 2025-01-29  [2025-01-30]. （原始内容存档于2025-01-31） （中文（繁體））.
86. ↑  多篇來源
  - . CCTV節目官網. 2025-01-28  [2025-01-30]. （原始内容存档于2025-04-14） （中文（简体））.
  - . 騰訊網. 2025-01-27  [2025-01-30]. （原始内容存档于2025-04-14） （中文（简体））.
87. ↑  . 明報. 2024-10-11  [2024-10-20]. （原始内容存档于2025-04-14） （中文（繁體））.
88. ↑  . 香港電台. 2024-11-29  [2025-01-15]. （原始内容存档于2025-04-14） （中文（繁體））.
89. ↑  . 巴士的報. 2024-09-27 （中文（繁體））.
90. ↑  多篇來源
  - . 極目新聞. 2024-09-06 （中文（简体））.
  - . 揚子晚報. 2024-10-18 （中文（简体））.[]
  - . 東網on.cc. 2024-10-30  [2024-11-03]. （原始内容存档于2024-12-18） （中文（繁體））.
  - . 北京青年報. 2024-09-12  [2024-09-18]. （原始内容存档于2024-09-18） （中文（简体））.
91. ↑  . 無綫電視. 2024-08-28  [2024-08-30]. （原始内容存档于2024-08-29） （中文（繁體））.
92. ↑  多篇來源
  - . 新民歌大會官方微博. 2024-05-18  [2024-05-18]. （原始内容存档于2024-05-18） （中文（简体））.
  - . 紫荊雜誌. 2024-05-08  [2024-05-18]. （原始内容存档于2024-05-18） （中文（繁體））.
93. ↑  . 明報周刊. 2024-04-26  [2024-05-05]. （原始内容存档于2024-05-29） （中文（繁體））.
94. ↑  . 東網on.cc. 2024-02-09  [2024-04-09]. （原始内容存档于2024-04-01） （中文（繁體））.
95. ↑  謝德勤. . 香港01. 2024-02-09  [2024-04-09]. （原始内容存档于2024-04-01） （中文（繁體））.
96. ↑  . 央視一套官方微博. 2024-02-09  [2024-04-09]. （原始内容存档于2024-04-01） （中文（繁體））.
97. ↑  . CCTV春晚. 2024-02-09  [2024-04-09]. （原始内容存档于2024-04-03） （中文（简体））.
98. ↑  . 東方新地. 2024-01-22 （中文（繁體））.
99. ↑  . 香港電台官網. 2024-01-22 （中文（繁體））.
100. ↑  . 香港電台官網. 19:26(捐款代買禮). 2024-01-14  [2023-04-02]. （原始内容存档于2023-04-02） （中文（繁體））.
101. ↑  多篇來源
  - . 南方網. 2023-11-25  [2023-12-04]. （原始内容存档于2023-12-04） （中文（简体））.
  - . 南方網. 2023-09-01  [2023-11-24]. （原始内容存档于2023-11-24） （中文（简体））.
  - . 南方網. 2023-12-30  [2023-12-31]. （原始内容存档于2023-12-31） （中文（简体））.
102. ↑  . 新京報. 2023-09-29  [2023-10-05]. （原始内容存档于2023-10-21） （中文（简体））.
103. ↑  . 晴報. 2023-05-24  [2023-09-06]. （原始内容存档于2023-09-15） （中文（繁體））.
104. ↑  . 巴士的報. 2023-09-23  [2023-09-23]. （原始内容存档于2023-11-22） （中文（繁體））.
105. ↑  . 香港電台官網. 2023-04-02  [2023-04-02]. （原始内容存档于2023-04-02） （中文（繁體））.
106. ↑  . HK01. 2023-02-25  [2023-09-06]. （原始内容存档于2023-09-15） （中文（繁體））.
107. ↑  蘇國豪. . HK01. 2022-05-10  [2023-03-04]. （原始内容存档于2023-04-04） （中文（香港））.
108. ↑  . 香港電台官方臉書. 2022-01-17  [2023-12-04]. （原始内容存档于2023-12-04） （中文（繁體））.
109. ↑  多篇來源
  - . 文匯報. 2023-10-31  [2023-11-23]. （原始内容存档于2023-10-31） （中文（繁體））.
  - . 臨時劫案官方微博. 2023-11-07  [2023-11-23]. （原始内容存档于2023-11-23） （中文（简体））.
110. ↑  多篇來源
  - . 國際銀幕. 2024-01-20  [2024-01-24]. （原始内容存档于2024-01-22） （英语）.
  - . Cinema Online Malaysia.   [2024-01-24]. （原始内容存档于2024-01-24） （英语）.
111. ↑  多篇來源
  - . am730. 2024-11-25 （中文（繁體））.
  - . 星島日報. 2024-11-23 （中文（繁體））.
112. ↑  多篇來源
  - . 文匯報 (香港). 2024-10-01  [2024-10-01]. （原始内容存档于2024-10-01） （中文（繁體））.
  - . 香港商報. 2024-09-30  [2024-10-01]. （原始内容存档于2025-04-14） （中文（繁體））.
113. ↑  . ChillGOOD TV. 2024-09-19 （中文（繁體））.
114. ↑  . 環球音樂集團. 2024-09-16 （中文（简体））.
115. ↑  多篇來源
  - . 央視新聞. 2024-09-10  [2024-09-18]. （原始内容存档于2024-12-18） （中文（简体））.
  - . 環球音樂集團.   [2024-09-18]. （原始内容存档于2024-09-18） （中文（简体））.
116. ↑  多篇來源
  - . 文匯網. 2024-05-26  [2024-08-11]. （原始内容存档于2024-08-11） （中文（繁體））.
  - . 廣州長隆旅遊度假區官博. 2024-08-05 （中文（简体））.
117. ↑  多篇來源
  - . 香港01. 2024-07-01  [2024-09-08]. （原始内容存档于2024-08-11） （中文（繁體））.
  - . 星島日報. 2024-07-01  [2024-09-08]. （原始内容存档于2024-08-11） （中文（繁體））.
118. ↑  多篇來源
  - . 新浪深圳. 2024-06-22 （中文（简体））.
  - . 大公網. 2024-06-22  [2024-08-11]. （原始内容存档于2024-08-11） （中文（简体））.
  - . 新京報. 2024-06-28  [2024-08-11]. （原始内容存档于2024-08-11） （中文（简体））.
119. ↑  多篇來源
  - . 大公報. 2024-06-3  [2024-06-04]. （原始内容存档于2024-06-04） （中文（繁體））. 
  - 黃少康. . 星島日報. 2024-06-12  [2024-06-12]. （原始内容存档于2024-06-12） （中文（繁體））.
120. ↑  . 文匯報 (香港). 2024-03-20  [2024-04-09]. （原始内容存档于2024-03-24） （中文（繁體））.
121. ↑  多篇來源
  - . 東網on.cc. 2023-11-26  [2023-12-31]. （原始内容存档于2023-12-31） （中文（繁體））.
  - . am730. 2023-11-26  [2023-12-04]. （原始内容存档于2023-12-04） （中文（繁體））.
  - . 巴士的報. 2023-11-26  [2023-12-31]. （原始内容存档于2023-12-31） （中文（繁體））.
122. ↑  多篇來源
  - . 東網on.cc. 2023-03-31  [2023-03-31]. （原始内容存档于2023-03-31） （中文（香港））.
  - . am730. 2023-03-31  [2025-06-08]. （原始内容存档于2025-04-23） （中文（繁體））.
  - . 香港01. 2023-03-31  [2023-03-31]. （原始内容存档于2023-04-04） （中文（香港））.
123. ↑  . 雅虎新聞. 2023-02-09  [2023-09-06]. （原始内容存档于2023-09-06） （中文（繁體））.
124. ↑  . 1905電影網新聞. 2022-09-12  [2023-03-08]. （原始内容存档于2023-03-08） （中文（简体））.
125. ↑  多篇來源
  - . 芒果TV. 2022-08-26  [2024-05-05] （中文（简体））.
  - . 芒果TV. 2022-10-07  [2024-05-05] （中文（简体））.
126. ↑  . 中国電影頻道方微博. 2022-06-27  [2023-03-08]. （原始内容存档于2023-03-08） （中文（简体））.
127. ↑  . 微博綜藝. 2022-06-09  [2024-05-05] （中文（简体））.
128. ↑  多篇來源
  - 王漫琪、张豪. . 羊城晚報. 2022-06-02  [2024-04-25]. （原始内容存档于2024-04-25） （中文（简体））.
  - 王漫琪、张豪. . 羊城晚報. 2022-06-10  [2024-04-25]. （原始内容存档于2024-05-01） （中文（简体））.
129. ↑  . 明報周刊. 2022-02-13  [2024-05-05] （中文（繁體））.
130. ↑  . 香港環球唱片. 2022-01-19  [2024-05-05]. （原始内容存档于2024-05-07） （中文（繁體））.
131. ↑  . JOOX Hong Kong. 2022-01-20  [2024-05-05]. （原始内容存档于2024-05-05） （中文（繁體））.
132. ↑  多篇來源
  - . JOOX Hong Kong. 2022-01-18  [2024-05-05] （中文（繁體））.
  - . JOOX Hong Kong. 2022-01-18  [2024-05-05]. （原始内容存档于2024-05-05） （中文（繁體））.
133. ↑  . U Lifestyle. 2021-11-25  [2024-05-05]. （原始内容存档于2024-05-05） （中文（繁體））.
134. ↑  . JOOX Hong Kong. 2021-12-02  [2024-05-05]. （原始内容存档于2024-05-05） （中文（繁體））.
135. ↑  . MOOV. 2021-11-23  [2024-05-05]. （原始内容存档于2024-05-05） （中文（繁體））.
136. ↑  . 香港環球唱片. 2021-11-19  [2024-05-05] （中文（繁體））.
137. ↑  . MOOV. 2021-10-15  [2024-05-05] （中文（繁體））.
138. ↑  . KKBOX. 2021-10-03  [2024-05-05] （中文（繁體））.
139. ↑  . PC3mag.com. 2021-09-21  [2023-03-08]. （原始内容存档于2023-03-09） （中文（香港））.
140. ↑  . 香港環球唱片. 2021-09-03  [2024-05-05]. （原始内容存档于2024-05-23） （中文（繁體））.
141. ↑  多篇來源
  - . on.cc東網. 2021-08-28  [2023-03-08]. （原始内容存档于2023-03-09） （中文（香港））.
  - . MOOV. 2021-08-20  [2023-09-29] （中文（繁體））.
142. ↑  . ChillGOOD TV. 2021-07-29  [2024-05-05] （中文（繁體））.
143. ↑  . JOOX Hong Kong Facebook （中文（香港））.
144. ↑  . KKBOX. 2021-05-26  [2024-05-05]. （原始内容存档于2024-05-05） （中文（繁體））.
145. ↑  . KKBOX. 2021-04-28  [2024-05-05]. （原始内容存档于2024-05-05） （中文（繁體））.
146. ↑  . 志雲頻道. 2021-04-06  [2024-05-05]. （原始内容存档于2024-05-05） （中文（繁體））.
147. ↑  多篇來源
  - . 眾安銀行. 2021-03-24  [2024-05-05]. （原始内容存档于2024-05-05） （中文（繁體））.
  - . 眾安銀行. 2021-04-03  [2024-05-05]. （原始内容存档于2024-05-05） （中文（繁體））.
148. ↑  多篇來源
  - . MOOV. 2021-03-05  [2024-05-05]. （原始内容存档于2024-05-05） （中文（繁體））.
  - . MOOV. 2021-03-12  [2024-05-05]. （原始内容存档于2024-05-05） （中文（繁體））.
  - . MOOV. 2021-03-19  [2024-05-05]. （原始内容存档于2024-05-05） （中文（繁體））.
149. ↑  多篇來源
  - . JOOX Hong Kong. 2021-02-19  [2024-05-05] （中文（繁體））.
  - . JOOX Hong Kong. 2021-02-19  [2024-05-05]. （原始内容存档于2024-05-05） （中文（繁體））.
150. ↑  . 香港01. 2021-01-30  [2024-05-05]. （原始内容存档于2024-05-05） （中文（繁體））.
151. ↑  . WHIZOO. 2021-01-21  [2024-05-05]. （原始内容存档于2022-05-31） （中文（繁體））.